# Ferrari 308
Ferrari 208/308/328 GTB/GTS är en sportbil, tillverkad av den italienska biltillverkaren Ferrari mellan 1975 och 1989.

## Bakgrund
Den tvåsitsiga efterträdaren till Dino 246 presenterades på Bilsalongen i Paris 1975. Den delade det mesta av tekniken med systermodellen Dino 308 GT/4, men till skillnad från denna marknadsfördes den som en Ferrari från första början. Modellen var i produktion under 14 år och utvecklades successivt under den tiden.

## Motor
V8-motorn hämtades från 308 GT/4. De första åren var den försedd med fyra Weberförgasare, men 1981 ersattes dessa av mer lättreglerad Bosch bränsleinsprutning till följd av de allt högre kraven på effektiv avgasrening. Resultatet blev en rejäl effektminskning. 1983 moderniserades motorn med nya fyrventilstoppar, vilket ökade på effekten och ännu bättre blev det med den större 328-motorn från 1985.
Från 1980 fanns bilen även med tvålitersmotor, anpassad till den italienska hemmamarknaden. Den låga effekten höll nere efterfrågan, men till 1982 försågs motorn med turbo vilket gjorde den starkare än trelitersvarianten. 1986 bytte man till ett större turboaggregat vilket höjde effekten ytterligare.
| Modell    | Motor              | Cylindervolym | Effekt | Bränslesystem               |
| --------- | ------------------ | ------------- | ------ | --------------------------- |
| 308       | 8-cyl V-motor dohc | 2927 cm³      | 255 hk | 4 st Weber 40DCNF förgasare |
| 208       | 8-cyl V-motor dohc | 1991 cm³      | 155 hk | 4 st Weber 34DCNF förgasare |
| 308i      | 8-cyl V-motor dohc | 2927 cm³      | 214 hk | Bränsleinsprutning          |
| 208 Turbo | 8-cyl V-motor dohc | 1991 cm³      | 220 hk | Bränsleinsprutning, turbo   |
| 308 Qv    | 8-cyl V-motor dohc | 2927 cm³      | 240 hk | Bränsleinsprutning          |
| 328       | 8-cyl V-motor dohc | 3185 cm³      | 270 hk | Bränsleinsprutning          |
| Turbo     | 8-cyl V-motor dohc | 1991 cm³      | 254 hk | Bränsleinsprutning, turbo   |

## 308 GTB/GTS
Det första året hade bilen kaross av glasfiber, men denna byttes mot stålkaross 1976. På Bilsalongen i Paris 1977 introducerades targamodellen GTS med avtagbart tak.
Produktionen uppgick till 712 GTB med glasfiberkaross, 2 185 GTB med stålkaross och 3 219 GTS.

## 208 GTB/GTS
1980 ersatte tvålitersversionen, anpassad till den italienska hemmamarknaden, den tidigare 208 GT/4. På grund av avgasreningskraven hade motoreffekten minskat betänkligt.
Produktionen uppgick till 160 GTB och 140 GTS.

## 308 GTBi/GTSi
Från 1981 fick motorn bränsleinsprutning, för att klara de allt tuffare kraven på avgasrening.
Produktionen uppgick till 495 GTB och 1 734 GTS.

## 208 GTB/GTS Turbo
Från 1982 försåg Ferrari tvålitersversionen med turbo och bränsleinsprutning, vilket gav effekten rejäl knuff uppåt.
Produktionen uppgick till 437 GTB och 250 GTS.

## 308 GTB/GTS Qv
På Paris-salongen 1982 introducerades Quattrovalvole-motorn, med fyra ventiler per cylinder. Samtidigt genomgick bilen en lättare ansiktslyftning.
Produktionen uppgick till 748 GTB och 3 042 GTS.

## 328 GTB/GTS
Den sista utvecklingen presenterades på Frankfurt-salongen 1985. 328:an hade större motor, modifierad front och akter samt 1 cm längre hjulbas.
Produktionen uppgick till 1 334 GTB och 6 068 GTS.

## GTB/GTS Turbo
Till 1986 fick även tvålitersversionen 328:ans front och akter samt den längre hjulbasen. En ny turbo gav högre effektuttag.
Produktionen uppgick till 308 GTB och 328 GTS.

## Bilder

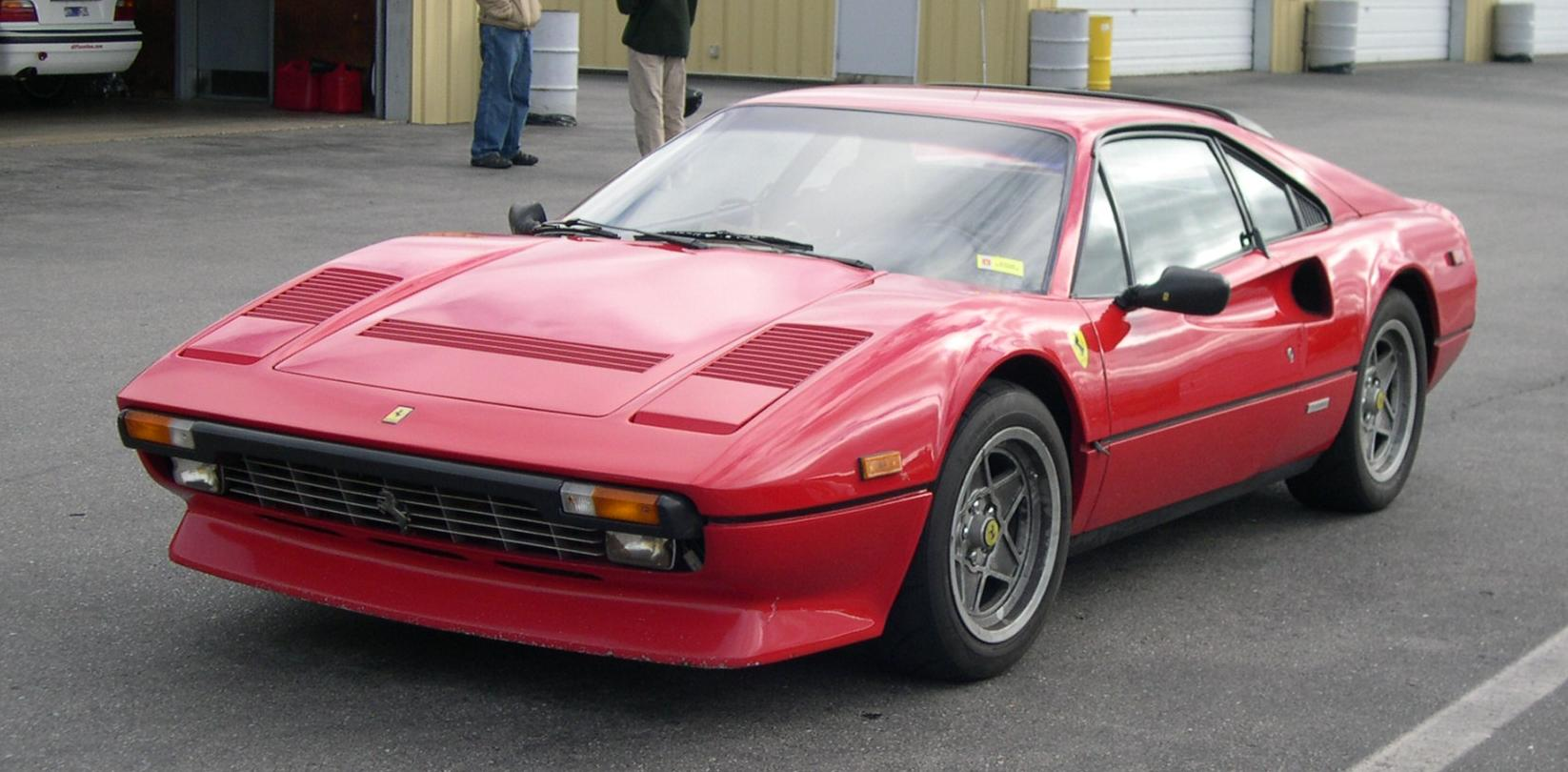
308 GTB
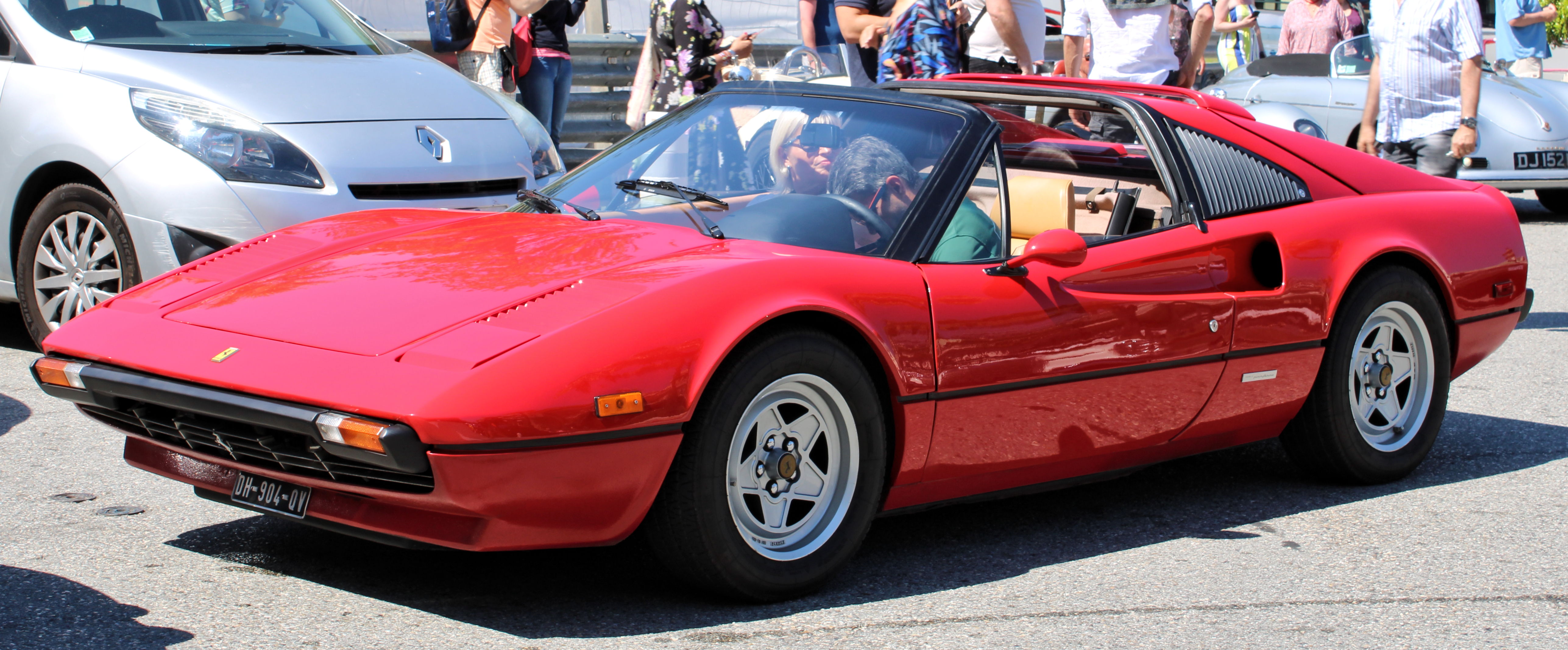
308 GTS
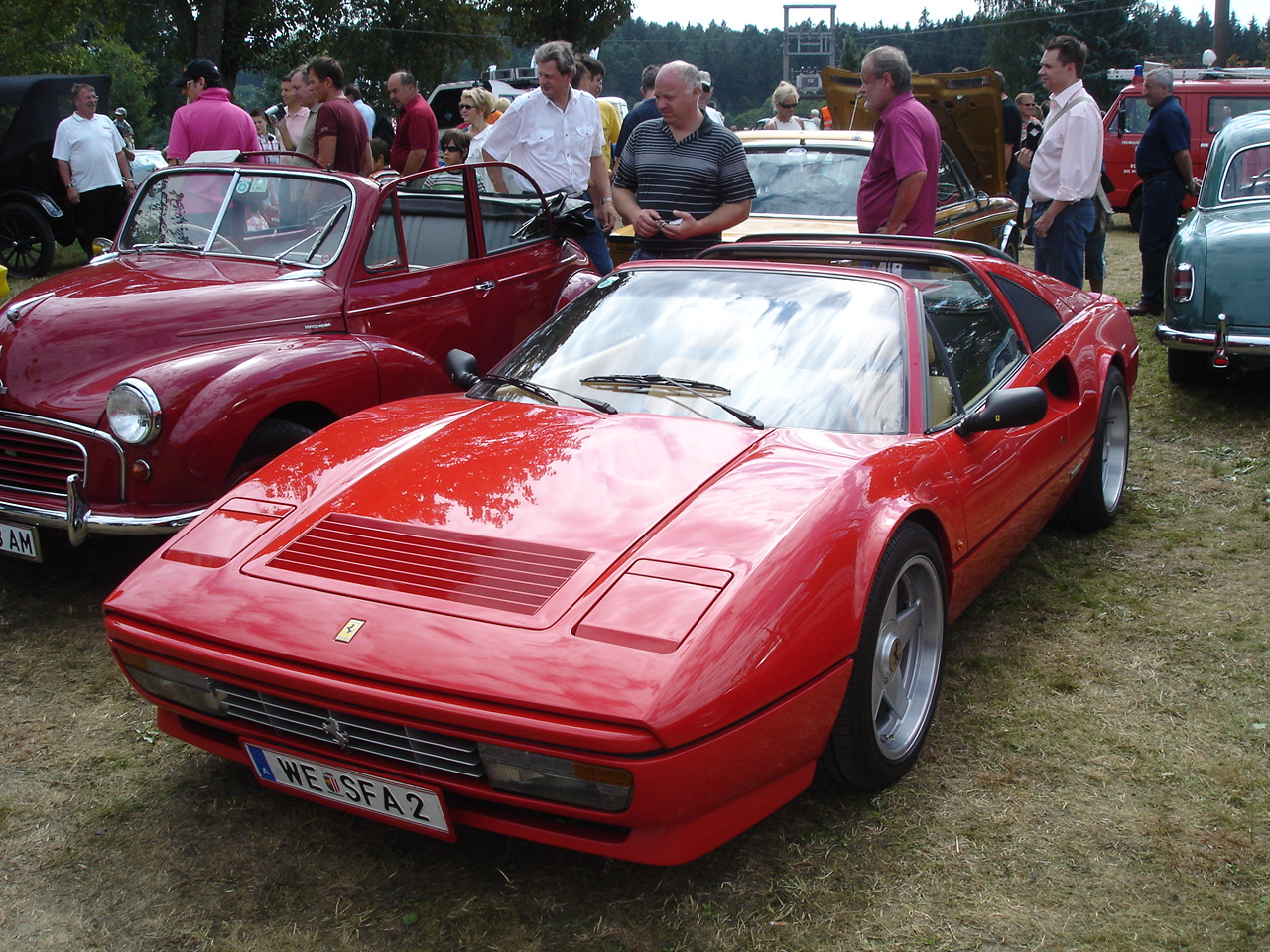
328 GTS